# Long Beach (Minnesota)
Long Beach és una població dels Estats Units a l'estat de Minnesota. Segons el cens del 2000 tenia 271 habitants.

## Demografia
Segons el cens del 2000, Long Beach tenia 271 habitants, 113 habitatges, i 85 famílies. La densitat de població era de 69,8 habitants per km².
Dels 113 habitatges en un 30,1% hi vivien nens de menys de 18 anys, en un 65,5% hi vivien parelles casades, en un 10,6% dones solteres, i en un 23,9% no eren unitats familiars. En el 20,4% dels habitatges hi vivien persones soles el 12,4% de les quals corresponia a persones de 65 anys o més que vivien soles. El nombre mitjà de persones vivint en cada habitatge era de 2,4 i el nombre mitjà de persones que vivien en cada família era de 2,76.
Per edats la població es repartia de la següent manera: un 23,6% tenia menys de 18 anys, un 4,4% entre 18 i 24, un 22,5% entre 25 i 44, un 23,2% de 45 a 60 i un 26,2% 65 anys o més.
L'edat mediana era de 45 anys. Per cada 100 dones de 18 o més anys hi havia 91,7 homes.
La renda mediana per habitatge era de 55.000 $ i la renda mediana per família de 56.250 $. Els homes tenien una renda mediana de 34.375 $ mentre que les dones 22.813 $. La renda per capita de la població era de 30.207 $. Entorn del 4,7% de les famílies i el 4% de la població estaven per davall del llindar de pobresa.

## Poblacions més properes
El següent diagrama mostra les poblacions més properes.